# Nicole Péry
Nicole Marie Marthe Péry, nata Duprat (Bayonne, 15 maggio 1943), è una politica francese, membro del Partito Socialista, Segretario di Stato per i diritti delle donne dal 1998 al 2002 e già europarlamentare e deputata.

## Biografia

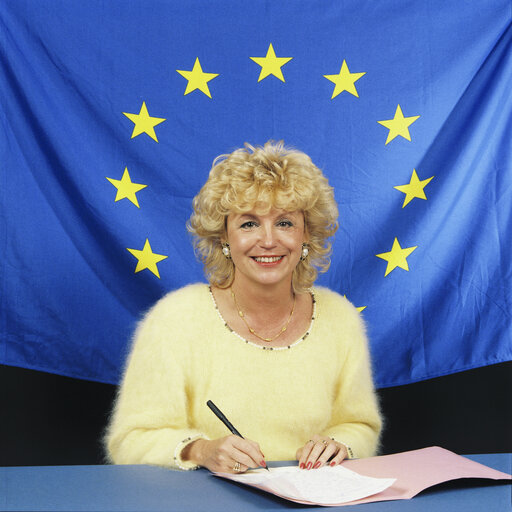
Nicole Péry al Parlamento europeo

Nata a Bayonne, dopo gli studi Nicole Péry divenne docente di lettere nelle scuole secondarie.
Nel 1966 intraprese l'attività politica aderendo alla Convenzione delle Istituzioni Repubblicane, poi confluita nel Partito Socialista. Divenne segretaria federale del partito e membro del comitato nazionale.
Nel 1977 divenne vicesindaco di Ciboure, comune in cui il marito era stato eletto sindaco; Nicole Péry mantenne la carica per i successivi cinque anni.
Nella tornata del 1979 si candidò al Parlamento europeo, senza essere inizialmente eletta. Dopo le dimissioni di Georges Sarre, subentrò come eurodeputata a partire dal mese di settembre del 1981; in questo primo mandato fu membro della commissione per l'energia e la ricerca e della commissione per la gioventù, la cultura, l'educazione, l'informazione e lo sport.
Riconfermata in occasione delle europee del 1984, dove si presentò da numero due della lista alle spalle di Lionel Jospin, Nicole Péry venne eletta vicepresidente del Parlamento europeo, carica che mantenne per i successivi tredici anni. La signora Péry venne infatti riconfermata dagli elettori alla carica di europarlamentare sia nel 1989 che nel 1994. Nel suo impegno da europarlamentare si occupò principalmente dei pescatori, provenendo da un territorio fortemente legato all'economia marittima; per tale motivo, venne soprannominata "Madame Pêche" ("Signora Pesca").
Rassegnò le dimissioni da eurodeputata nel 1997, quando venne eletta all'interno dell'Assemblea nazionale.
Nel 1998, entrò a far parte del governo nazionale, venendo nominata nell'esecutivo Jospin per la carica di segretario di Stato per i diritti delle donne e la formazione professionale. All'epoca, il dipartimento guidato da Nicole Péry rappresentava il principale organo amministrativo responsabile del monitoraggio sulle pari opportunità e sulle misure di contrasto alla discriminazione. In un discorso tenuto nel mese di giugno 2000 in un evento pubblico che segnava i cinque anni dalla conferenza mondiale di Pechino, Péry affermò la posizione della Francia come nazione egualitaria.
Nel suo ruolo istituzionale, fu spesso portavoce di critiche rispetto a messaggi sessisti provenienti dal mondo della moda e dei media: nel 2001 contestò una pubblicità della Benetton per l'uso del corpo nudo di una donna anziana; fu inoltre critica nei confronti di altre campagne pubblicitarie appartenenti al cosiddetto filone "porno chic", tra cui quella di Yves Saint Laurent nel 2001. Nicole Péry dichiarò: "Non voglio assumere un atteggiamento moralizzatore, ma non mi piace vedere le donne umiliate".
All'età di cinquantanove anni decise di lasciare la vita politica per dedicarsi alla famiglia, ma continuò a partecipare ad eventi pubblici e incontri nelle scuole. Nel 2015, sottoscrisse un manifesto femminista contro la gestazione per altri.